# Dineutus carolinus
Dineutus carolinus là một loài bọ cánh cứng trong họ van Gyrinidae. Loài này được LeConte miêu tả khoa học năm 1868.
Dineutus carolinus là một loài bọ cánh cứng phân bố rộng khắp ở khu vực phía đông của Bắc Mỹ, đặc biệt là ở vùng Carolina, nơi mà loài này đã được phát hiện và được đặt tên.

## Đặc điểm vật lý
Dineutus carolinus có kích thước trung bình so với các loài bọ cánh cứng khác trong họ van Gyrinidae. Cơ thể của chúng thường dài và mảnh mai, với màu sắc chủ yếu là đen hoặc nâu, và một số đốm màu nhạt trên bề mặt cơ thể. Điều này giúp chúng hoà mình với môi trường sống của mình, thường là nước ngọt hoặc nước lợ nơi chúng thường sinh sống.

## Sinh học và Sinh thái
Dineutus carolinus là loài bản địa của các hệ sinh thái nước ngọt và nước lợ, nơi chúng thường xuất hiện trong các dòng sông chảy nhanh, hồ và hồ nước nhỏ. Chúng là loài côn trùng sống ký sinh, thích nghi với việc săn mồi dưới nước. Phương thức di chuyển của chúng khá đặc biệt, với khả năng lặn sâu dưới nước mà ít loài bọ cánh cứng nào có thể sánh kịp.

## Phân bố và Môi trường sống
Dineutus carolinus thường được tìm thấy ở khu vực phía đông của Bắc Mỹ, với phân bố chính ở vùng Carolina, từ đó mà loài này được đặt tên. Tuy nhiên, chúng cũng có thể được tìm thấy trong các khu vực khác ở Bắc Mỹ nơi có môi trường nước phù hợp.
Mặc dù chúng có thể gây phiền toái đôi khi bằng cách xâm nhập vào khu vực sinh sống của con người, nhưng chúng thường không gây hại đến mức cần phải kiểm soát.
Trong tự nhiên, Dineutus carolinus đóng vai trò quan trọng trong việc kiểm soát dân số của côn trùng dưới nước bằng cách ăn các loài khác như ruồi nước và sâu trùng. Điều này giúp duy trì cân bằng sinh thái trong môi trường sống nước ngọt và nước lợ.